# CD BOX-5
『CD BOX-5』（シーディー ボックス ファイヴ）は、チャゲ&飛鳥のアルバムをまとめた、CD-BOX作品。1988年6月21日に発売された。発売元はポニーキャニオン。

## 解説
『Z=One』から『Mr.ASIA』までの5枚のアルバムを収めている。完全生産限定盤。本作は、公式サイトのディスコグラフィに記載されていない。
特典としてボックスに収納出来るミラーが付属している。

## 収録作品
1. Z=One
オリジナルは1985年1月25日発売。
2. Standing Ovation
オリジナルは1985年12月5日発売。
3. TURNING POINT
オリジナルは1986年4月21日発売。
4. MIX BLOOD
オリジナルは1986年9月21日発売。
5. Mr.ASIA
オリジナルは1987年5月21日発売。